# Gustav Plaut
Gustav Plaut (* 31. Dezember 1854 in Allendorf an der Werra; † 23. Juni 1928 in Kassel) war ein deutscher Bankier und Abgeordneter des Provinziallandtages der preußischen Provinz Hessen-Nassau.

## Leben
Gustav Plaut wurde als Sohn des aus Wien stammenden Jacob Plaut und dessen Gemahlin Anna Schaumberg geboren. Nach dem Besuch des Gymnasiums Kassel erlernte er den Beruf des Kaufmanns, ging für einige Jahre nach Wien und kam 1876 nach Kassel zurück, um in das Bankgeschäft Maurer und Plaut einzusteigen, dessen Mitinhaber er wurde. 1889 war er alleiniger Leiter der Bank, die später durch die Dresdner Bank übernommen wurde. 
1911 erhielt er ein Mandat für den Kurhessischen Kommunallandtag des Regierungsbezirks Kassel, aus dessen Mitte er zum Abgeordneten des Provinziallandtages der Provinz Hessen-Nassau bestimmt wurde. Er blieb bis 1919 in den Parlamenten.

## Politische Ämter
- Aufsichtsratsmitglied bei  der Kasseler Federstahlindustrie, der Fassfabriken Heilgenstaedt und der Schuhfabrik Engelhardt
- Stadtverordneter von Kassel
- Vorstandsmitglied der Lenoir- und der Mond-Stiftung
- 1918 stellvertretender Vorsitzender der Kasseler Handelskammer

## Auszeichnungen
- 1903 Ernennung zum Kommerzienrat